# All the Way to Reno (You're Gonna Be a Star)
«All the Way to Reno (You're Gonna Be a Star)» es el segundo sencillo de R.E.M. de su álbum Reveal
El sencillo no ingresó en las listas estadounidenses pero sí en las del Reino Unido en el número 24.

## Lista de canciones del sencillo
Todas las canciones fueron escritas por Mike Mills, Peter Buck y Michael Stipe salvo las indicadas.

### UK CD
1. "All the Way to Reno (You're Gonna Be a Star)" - 4:44
2. "Yellow River" (Christie) - 2:36
3. "Imitation of Life" (Live) - 3:541
4. "Imitation of Life" (Live) (enhanced video)1

### UK DVD
1. "All the Way to Reno (You're Gonna Be a Star)" (vídeo)
2. "Yellow River" (audio) - 2:36
3. "165 Hillcrest" (audio) - 1:34

### German CD
1. "All the Way to Reno (You're Gonna Be a Star)" - 4:44
2. "165 Hillcrest" - 1:34